# 장산수도
장산수도(長山水道)는 전라남도 신안군 장산면 장산도와 자라도 사이에 있는 수도이다.

## 해양지명
- 제정 해양지명 : 장산수도[1]
- 대표위치(WGS-84) : 34°40´01.5˝N, 126°10´58.9˝E
- 범위 : 전남 신안군 장산면 장산도와 자라도 사 이 길이 약 5 km, 폭이 약 1~2.5km의 수로